# Бенітагла
Бенітагла (ісп. Benitagla) — муніципалітет в Іспанії, у складі автономної спільноти Андалусія, у провінції Альмерія. Населення — 84 особи (2010).
Муніципалітет розташований на відстані близько 380 км на південь від Мадрида, 48 км на північний схід від Альмерії.

## Демографія
Динаміка населення (INE ):